# البرنامج الجنوب إفريقي في القارة القطبية الجنوبية

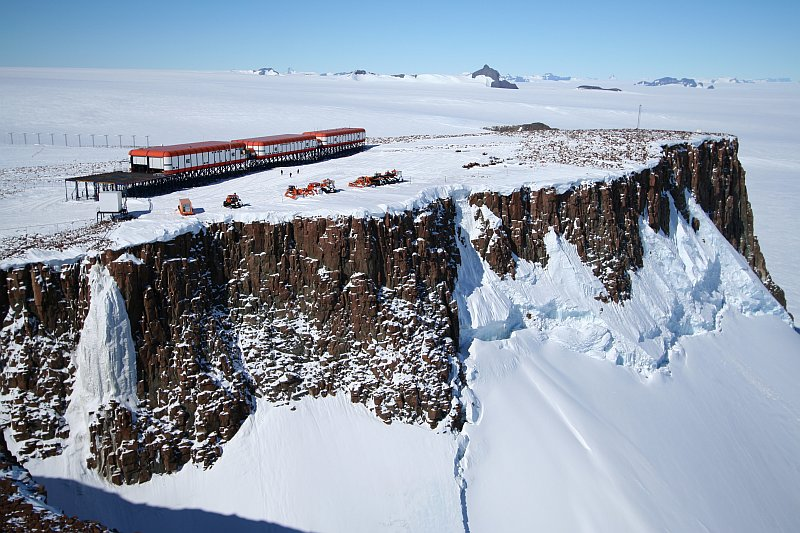

البرنامج الجنوب إفريقي في أنتاركتيكا (أو SANAP) هي برنامج حكومة جنوب أفريقيا للبحث في أنتاركتيكا والمناطق المحيطة. ثلاث محطات بحثية تندرج في إطار هذا البرنامج: قاعدة سناء 4، جزيرة جوف، وجزيرة ماريون. هذه القواعد تنظم وتدار من قبل مديرية: جزر إدارة الشؤون البيئية والسياحة.

## المهمات
مهمة البرنامج الجنوب إفريقي في أنتاركتيكا هي زيادة فهم البيئة الطبيعية والحياة في أنتاركتيكا والمحيط الجنوبي من خلال العلم والتكنولوجيا الملائمة.

## وصلات خارجية
- موقع ساناب الرسمي
- سناء
- جزيرة جوف
- جزيرة ماريون
- جزر المحيط الجنوبي وانتاركتيكا